# Franzosenkopf (Harz)
Der Franzosenkopf ist ein 562 m ü. NHN hoher Berg im Harz. Er liegt nahe Lonau im gemeindefreien Gebiet Harz des niedersächsischen Landkreises Göttingen.

## Geographie

### Lage
Der Franzosenkopf erhebt sich im Mittelharz und im Nationalpark Harz. Sein Gipfel liegt 1,5 km nordöstlich von Lonau. Nach Norden leitet die Landschaft mit geringer Schartenhöhe zum Braakberg (645,5 m) über. Östlich und südlich umfließt die Kleine Lonau den Berg im Mariental. Westlich ist er durch das Hackenstieltal vom Kargeskopf (585 m) getrennt.

### Naturräumliche Zuordnung
Der Franzosenkopf gehört in der naturräumlichen Haupteinheitengruppe Harz (Nr. 38), in der Haupteinheit Oberharz (380) und in der Untereinheit Südlicher Oberharz (380.8) zum Naturraum Sieberbergland (380.82).

## Schutzgebiete und Bewaldung
Auf dem Franzosenkopf liegen Teile des Fauna-Flora-Habitat-Gebiets Nationalpark Harz (Niedersachsen) (FFH-Nr. 4129-302; 157,7 km² groß) und des Vogelschutzgebiets Nationalpark Harz (VSG-Nr. 4229-402; 155,59 km²). Der Berg ist größtenteils mit Buchen bewachsen, teilweise aber auch mit Fichten.